# Manoel Arão
Manoel Arão de Oliveira Campos (Afogados da Ingazeira, 11 de janeiro de 1876 — Recife, 14 de janeiro de 1930) foi um escritor brasileiro, pertencente à estética naturalista brasileira e integrante da Academia Pernambucana de Letras.

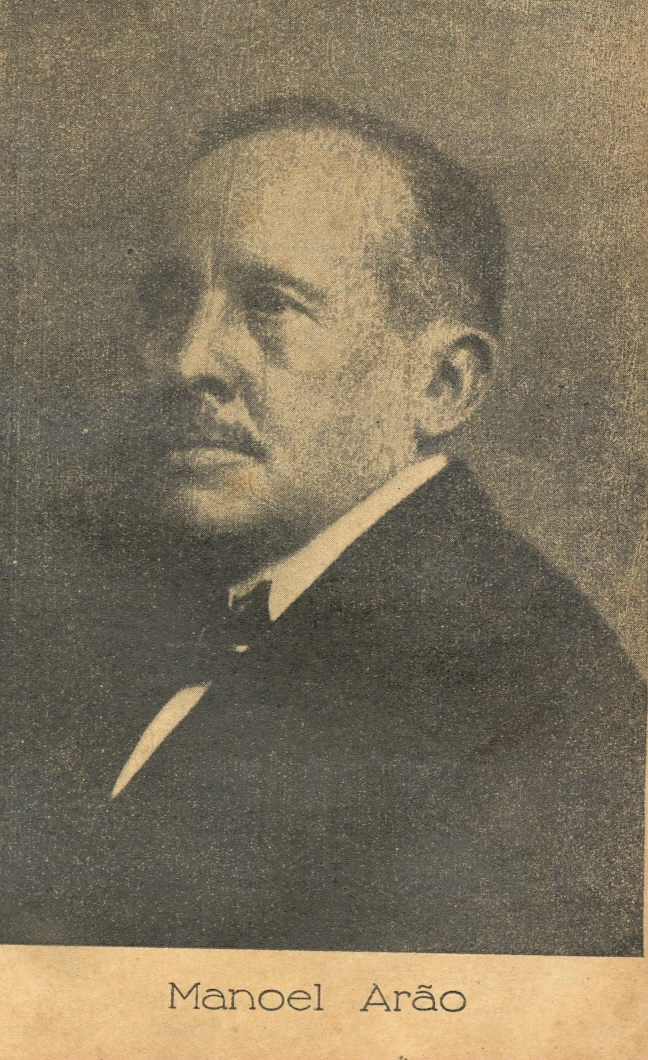

## Nascimento e família
Sobre seu nascimento, paira uma dúvida. Consta nos arquivos da Academia Pernambucana de Letras e da Fundação Joaquim Nabuco (sem comprovação documental) que Manoel Arão nasceu no dia 11 de janeiro de 1876.
Na Loja Maçônica Cavaleiros da Cruz, a referida data é 11 de janeiro de 1874. Na lápide de seu túmulo no Cemitério de Santo Amaro, no Recife, consta o dia 11 de janeiro de 1875. Já no artigo intitulado "Ficção Brasileira", a Profa. Dra. Germana Maria Araújo Sales anota que a data é 11 de janeiro de 1873.
Filho do Capitão José Mateus Coimbra Campos e da Senhora Francisca Joaquim de Oliveira Campos, Manoel nasceu no município de Afogados da Ingazeira, Sertão do Pajeú, estado de Pernambuco. Foi casado com Palmira de Oliveira Campos e tiveram uma filha chamada Zalina Campos Arão. Manoel Arão de Oliveira Campos faleceu no dia 14 de janeiro de 1930.

## Formação profissional
Era escritor (pertencia ao período literário denominado Naturalismo), jornalista, teatrólogo e poeta, tanto que chegou a integrar a Academia Pernambucana de Letras (APL) e o Instituto Arqueológico, Histórico e Geográfico de Pernambuco (IAHG-PE).
Homem de muita cultura, desde cedo demonstrou seu potencial nos campos literário e polemista, tendo criado, aos quatorze anos de idade, um jornal de pequena circulação em sua cidade natal denominado A Pátria, do qual alguns exemplares podem ainda ser encontrados na Biblioteca Pública Estadual e no IAHG-PE.
Contando a idade de 15 anos, foi morar no Recife, após rápida estada em Caruaru. Foi na capital pernambucana que efetuou seu curso superior na Faculdade de Direito do Recife, tendo ainda colaborado em revistas literárias e jornais diários.
Fundou o jornal literário Vanguarda e o Jornal de Domingo, este que era o suplemento literário do Diario de Pernambuco. Colaborou com artigos nos seguintes jornais: Gazeta da Tarde, Jornal do Recife, Lanterna Mágica, A Província e no Diario de Pernambuco, chegando a ser redator do mais antigo jornal da América do Sul, cargo que exerceu entre os anos de 1893 e 1901.
Como homem de letras, não se limitou às atividades acima mencionadas. Chegou a escrever romances, crônicas, ensaios, crítica, poesia, dramaturgia, bem como matérias científicas e religiosas.

## Obras
- Hino do Recife
- Íntimas: versos, publicado no Recife (PE), em 1896.
- Adúltera: romance, publicado em Ilhéus (BA), em 1897.
- Notas Pessimistas: crítica escrita em parceria com Ernesto de Paula Santos e publicada no Recife (PE).
- Magda: romance publicado no Recife (PE), no ano de 1898, com 294 páginas.
- Drama e Ódio: teatro em 3 atos publicado na Bahia, em 1890.
- Uma Resposta Devida: polêmica publicada no Recife (PE), em 1900.
- Transfiguração: romance publicado em Portugal, no ano de 1908.
- Visão Estética: outra crítica publicada no Recife (PE), em 1917.
- O Problema do Ensino: tese sua publicada no Recife (PE), em 1917.
- O Claustro: este foi seu romance mais conhecido, cujo ano de publicação pode ter sido 1918 ou 1919, é um libelo contra a "psicopatia das profissões religiosas", subtítulo deste romance preocupado em apontar anormalidades e vícios dos meios católicos, tema muito caro aos naturalistas.
- A Legenda e a História na Maçonaria: publicado no Recife (PE), em 1919, esta obra reúne filosofia, simbolismo, lendas e mistérios que permeiam a história da Maçonaria, constituindo um compêndio rico em informações úteis para estudos de membros da Ordem, bem como de profanos que queiram enriquecer seu conhecimento histórico. O autor apresenta ao leitor temas diversificados, tais como: Os Mistérios dos Magos; Indra, Zoroastro e Buda; Os Primeiros Maçons; O Bramanismo e sua Ação; As Primeiras Sociedades Secretas; O Templo de Salomão; A Legenda de Hiram; Os Mistérios Eleusianos; Os Mistérios Hebreus e Dionisíacos; Os Mistérios Délficos; Os Essênios; e Os Templários. Atualmente, a Madras Editora detém os direitos autorais da obra, sendo sua edição mais recente a do ano 2004.
- Litúrgia Maçônica: foi uma tese apresentada no Congresso Maçônico do Rio de Janeiro, no Rio de Janeiro (RJ), em 1915.
- História da Maçonaria no Brasil: publicada em 1927.
- Os Quilombos dos Palmares: um ensaio, publicado na Revista do IAHG-PE, em Recife (PE), no ano de 1922.
- Clepsydra: obra que reúne contos e que não foi publicada.

## Atuação na maçonaria e na Academia Pernambucana de Letras
Na Maçonaria, onde foi iniciado em 1904, galgou todos os graus filosóficos, chegando ao grau 33, fazendo parte de um grupo de maçons de escol, entre os quais destaca-se Mário de Castro e Nilo Câmara. É o patrono da cadeira n°. 13 da Academia Maçônica de Letras de Olinda.
Política e literariamente, foi um escritor e jornalista polêmico, tanto que no Jornal de Domingo, o suplemento literário do Diário de Pernambuco, formava juntamente com João Barreto de Meneses, Ernesto de Paula Santos, Arthur Bahia, Olímpio Galvão e Bráulio Cunha, uma brigada de vanguarda para combater ideias e conceitos que consideravam errôneos, notadamente quando partiam da Revista Contemporânea, capitaneada por Theotônio Freire, Arthur Muniz, Demósthenes de Olinda, Franca Pereira, Alfredo de Castro e Paula Arruda.
Seu destaque no vasto campo das letras prosseguiu até que, em 22 de fevereiro de 1909, Manoel foi eleito para a Academia Pernambucana de Letras, tomando posse em 27 de janeiro de 1910, na cadeira de nº. 2, cujo patrono era Frei Jaboatão.

## O espírita
Também é destacável sua atuação como espírita. Por se tratar de homem com a mente aberta às novas ciências e teses filosóficas acerca da espiritualidade do homem, Manoel sofreu duros ataques da Igreja Católica. Certamente esta sua concepção desprovida de preconceitos facilitou sobremaneira sua entrada nas lides espíritas.
Juntamente com Antônio José Ferreira Lima e Vianna de Carvalho, fundou a Cruzada Espírita Pernambucana, em 1923.
Foi presidente da Federação Espírita Pernambucana (FEP) por quatro gestões: de 1909 a 1913, de 1915 a 1916, de 1918 a 1919 e em 1921. Como a FEP passou a chamar-se desta forma (substituindo a designação Centro Espírita Regeneração) em 1915, podemos considerar, sob este ponto de vista, Manoel Arão como seu primeiro presidente.
A revista A Verdade, órgão da FEP, foi fundada por Manoel Arão em 1908.

## Citações suas
Eis uma frase cuja autoria lhe é atribuída: "a mentira negação do direito de todos à liberdade e responsável por leis adaptadas aos interesses dos tiranos e dos poderosos; a ignorância que seria a cúmplice hedionda e cega da primeira; a ambição que, conjugada às anteriores, no mais espantoso conúbio, estabeleceria o despotismo em suas infinitas modalidades, donde decorre a intolerância religiosa, que tantas hecatombes tem provocado pelos séculos que se sucedem".

## Locais de pesquisa
- APL – Academia Pernambucana de Letras
- FUNDAJ – Fundação Joaquim Nabuco
- IAHGP – Instituto Arqueológico, Histórico e Geográfico Pernambucano